# Sabolotowka (Kursk)
Sabolotowka (russisch Заболотовка) ist ein Dorf (derewnja) in der Oblast Kursk in Russland. Es gehört zum Rajon Gluschkowo und zur Landgemeinde (selskoje posselenije) Korowjakowski selsowjet.

## Geographie
Der Ort liegt gut 132 km Luftlinie südwestlich des Oblastverwaltungszentrums Kursk im südwestlichen Teil der Mittelrussischen Platte, 17 km westlich des Rajonverwaltungszentrums Gluschkowo, 1,5 km vom Sitz des Dorfsowjet – Korowjakowka, 3,5 km von der Grenze zwischen Russland und der Ukraine, am Fluss Wedma (Nebenfluss des Seim).

### Klima
Das Klima im Ort ist wie im Rest des Rajons kalt und gemäßigt. Es gibt während des Jahres eine erhebliche Niederschlagsmenge. Dfb lautet die Klassifikation des Klimas nach Köppen und Geiger.

## Bevölkerungsentwicklung
| Jahr | Einwohner |
| ---- | --------- |
| 2002 | 387       |
| 2010 | 272       |

Anmerkung: Volkszählungsdaten

## Verkehr
Sabolotowka liegt an der Straße regionaler Bedeutung 38K-040 (Chomutowka – Rylsk – Gluschkowo – Tjotkino – Grenze zur Ukraine), 0,5 km von der Straße interkommunaler Bedeutung 38N-163 (Korowjakowka – Tjaschino) und 12,5 km vom nächsten Bahnhof Tjotkino (Eisenbahnstrecke Chutir-Mychajliwsky – Woroschba) entfernt.
Der Ort liegt 173 km vom internationalen Flughafen von Belgorod entfernt.